# Dethawia
Dethawia es un género monotípico de plantas herbáceas perteneciente a la familia de las apiáceas.  Su única especie Dethawia splendens, es originaria del sur de Europa.

## Descripción
Es una hierba perenne, con raíz pivotante simple, con corona parda obscura de restos foliares fibrosos. Tallos de 10-30(50) × 0,1-0,2(0,4) cm, flexibles, con 1-2(3) hojas, lisos o casi, simples o con 1-3 ramas. Hojas basales hasta de 20(32) cm, numerosas, de contorno ovado o deltado, 3(4) pinnatisectas, con el limbo normalmente más largo que el pecíolo –hasta 3-4 veces– y vaina de 1-3(5) cm, lóbulos 1,5-15 × 0,5-1 mm, filiformes o linear-oblongos, mucronados; hojas caulinares solitarias, menores que las basales, con pecíolo reducido a la vaina. Umbelas con (4)6-12 radios de (1)2(3) cm, desiguales, ± lisos pero ásperos al tacto. Brácteas 1-2, de 5-12 mm, con margen escarioso. Umbélulas con 6-8(15) flores, con radios desiguales –2-9 mm–, puberulentos. Bractéolas 2-6, de c. 5(8) mm, acanaladas en la base, lanceoladas. Pétalos 1-1,5 mm, patentes. Estilos 1-2 mm en la fructificación, de erecto-patentes a reflejos. Frutos 3-6 × 2,2-4 mm.

## Distribución
Se encuentra en fisuras, rellanos y pie de roquedos sombríos, preferentemente calcícolas; a una altitud de 900-2650 metros en los Pirineos, Montes Vascos y Cantábricos. Escasa en el Pirineo español, algo más frecuente en el País Vasco y Navarra, roza Burgos y luego alcanza los Picos de Europa. 

## Taxonomía
Dethawia splendens fue descrita por (Lapeyr.) Kerguélen y publicado en Collection Patrimoines Naturels 8: xiii. 1993.
- Dethawia tenuifolia Endl.
- Ligusticum splendens Lapeyr.
- Wallrothia tenuifolia DC.[3]